# Трибун (Канзас)
Трибун (англ. Tribune) — місто (англ. city) в США, в окрузі Грілі штату Канзас. Населення — 772 особи (2020).

## Географія
Трибун розташований за координатами 38°28′19″ пн. ш. 101°45′16″ зх. д. / 38.47194° пн. ш. 101.75444° зх. д. (38.471862, -101.754535).  За даними Бюро перепису населення США в 2010 році місто мало площу 1,92 км², уся площа — суходіл.

## Демографія
Згідно з переписом 2010 року, у місті мешкала 741 особа в 327 домогосподарствах у складі 204 родин. Густота населення становила 386 осіб/км².  Було 385 помешкань (201/км²).
Расовий склад населення:
| - 92,2 % — білих - 0,8 % — корінних американців - 0,3 % — азіатів - 0,1 % — чорних або афроамериканців - 5,5 % — осіб інших рас |

До двох чи більше рас належало 1,1 %. Частка іспаномовних становила 13,0 % від усіх жителів.
За віковим діапазоном населення розподілялося таким чином: 19,3 % — особи молодші 18 років, 54,5 % — особи у віці 18—64 років, 26,2 % — особи у віці 65 років та старші. Медіана віку мешканця становила 49,1 року. На 100 осіб жіночої статі у місті припадало 88,5 чоловіків;  на 100 жінок у віці від 18 років та старших — 89,2 чоловіків також старших 18 років.
Середній дохід на одне домашнє господарство  становив 63 754 долари США (медіана — 50 682), а середній дохід на одну сім'ю — 71 498 доларів (медіана — 57 875). За межею бідності перебувало 11,6 % осіб, у тому числі 19,2 % дітей у віці до 18 років та 0,0 % осіб у віці 65 років та старших.
Цивільне працевлаштоване населення становило 273 особи. Основні галузі зайнятості: освіта, охорона здоров'я та соціальна допомога — 28,2 %, роздрібна торгівля — 14,7 %, сільське господарство, лісництво, риболовля — 13,9 %.